# Distretto di Zhelezin
Il distretto di Zhelezin (in kazako: Железин  ауданы) è un distretto (audan) del Kazakistan con  capoluogo Zhelezinka.